# Sonoda Sunao

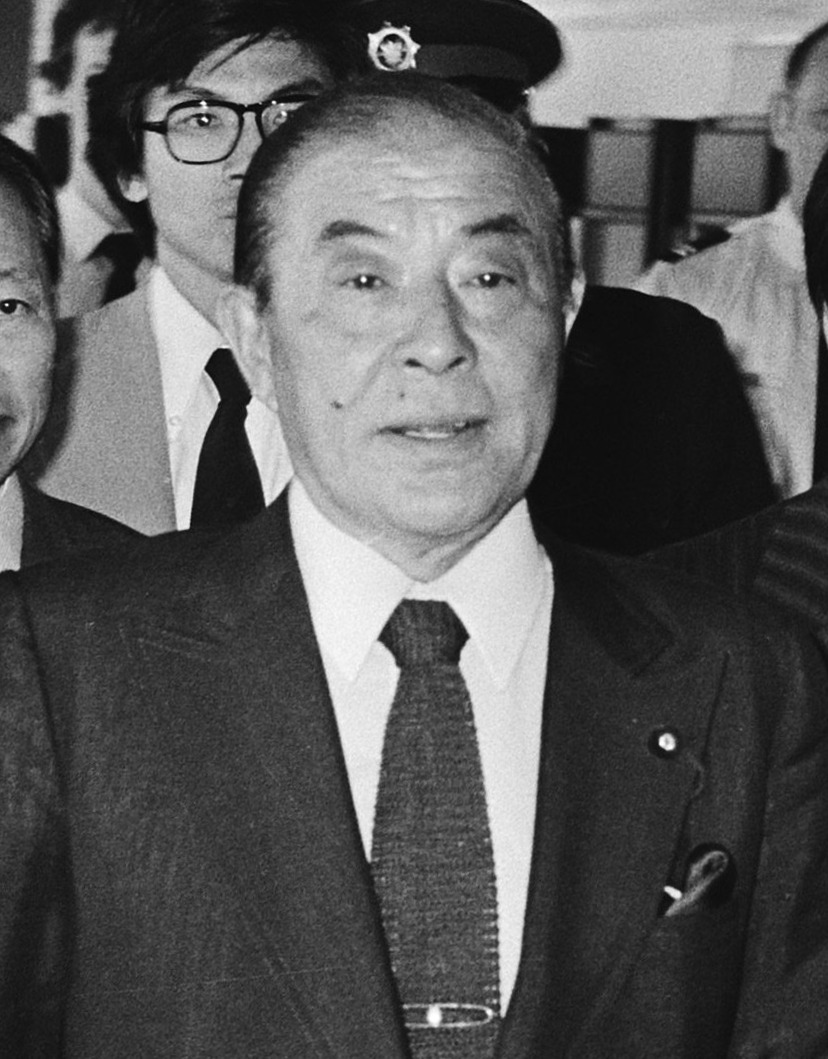
Sonoda Sunao (1979)

Sonoda Sunao (jap. 園田直; * 11. Dezember 1913 in der Präfektur Kumamoto; † 2. April 1984 in Tokio) war ein japanischer Politiker der Liberaldemokratischen Partei (Jiyūminshutō), der unter anderem von 1977 bis 1979 sowie erneut 1981 Außenminister war. Er trug als solcher durch den Abschluss eines Friedensvertrages zwischen Japan und der Volksrepublik China am 12. August 1978 maßgeblich zu einer Normalisierung der diplomatischen Beziehungen beider Länder bei. Aufgrund seiner zahlreichen Auslandsreisen wurde er der „fliegende Außenminister“ genannt.

## Leben

### Zweiter Weltkrieg, Abgeordneter und Austritt aus der LDP

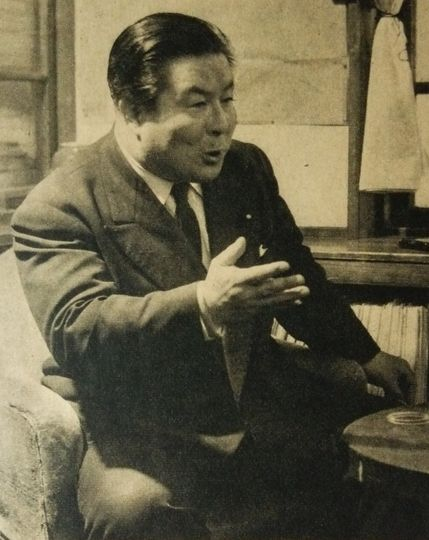
Als Vize-Außenminister setzte sich Sonoda Mitte der 1950er Jahre für die Entspannung der diplomatischen Beziehungen zwischen Japan und der Sowjetunion ein

Sonoda Sunao besuchte die Amakusa-Oberschule der Präfektur Kumamoto und begann danach ein Studium der Zahnmedizin an dem in Osaka ansässigen Vorläufer der Zahnmedizinischen Universität Osaka. 1935 trat er als Offizieranwärter in das Infanterieregiment 13 der Kaiserlich Japanischen Armee ein und wurde 1937 zum Leutnant befördert. Nach Verwendungen in der Stabsabteilung wurde er während des Zweiten Weltkrieges 1940 zum Oberleutnant sowie 1943 zum Hauptmann befördert. Er wechselte dann zur Fallschirmjägertruppe und nahm im Pazifikkrieg als Kommandoführer an Kampfeinsätzen auf den Marianen teil. Zum Ende des Krieges führte er einen Shimpū Tokkōtai-Angriff auf einen Boeing B-29 „Superfortress“-Stützpunkt der USA in Saipan, den er nur knapp überlebte. Die Kriegserlebnisse der letzten Kriegsmonate trugen dazu bei, dass er zu einem Pazifisten wurde.
Nach Kriegsende wurde Sonoda zum Bürgermeister von Kawaura gewählt und bereits ein Jahr später als Kandidat der konservativen Demokratischen Partei (Minshutō) von Ashida Hitoshi bei der Wahl vom 25. April 1947 erstmals zum Mitglied des Unterhauses (Shūgiin) gewählt, in dem er die Präfektur Kumamoto vertrat. Nach dem Zusammenschluss (Hoshu Gōdō) der Demokratischen Partei Japans (Nihon Minshutō) mit der Liberalen Partei (Jiyū-tō) am 15. November 1955 wurde er Mitglied der neu entstandenen Liberaldemokratischen Partei (Jiyūminshutō) Im März 1955 wurde er im Kabinett Hatoyama Ichirō II Parlamentarischer Vize-Außenminister und trug als solcher wesentlich zur Entspannung der diplomatischen Beziehungen zwischen Japan und der Sowjetunion bei. Er fungierte ferner zwischen 1958 und 1959 als Vorsitzender des Arbeits- und Sozialausschusses des Unterhauses. Aus Protest gegen den am 19. Januar 1960 abgeschlossenen Vertrag über gegenseitige Kooperation und Sicherheit zwischen Japan und den Vereinigten Staaten trat er aus der LDP aus.

### Wiedereintritt in die LDP, Vize-Sprecher des Unterhauses und Minister
Nachdem Sonoda Sunao wieder der LDP beigetreten war, fungierte er zunächst zwischen 1963 und 1964 als Vorsitzender des Politischen Komitees der LDP im Unterhaus und später vom 20. Dezember 1965 bis zum 27. Dezember 1966 sowie erneut zwischen dem 15. Februar und dem 25. November 1967 als Vize-Sprecher des Unterhauses. Am 25. November 1967 wurde er daraufhin im Rahmen einer ersten Umbildung des zweiten Kabinett Satō als Nachfolger von Bō Hideo Minister für Gesundheit und Wohlfahrt und verblieb in diesem Amt bis zum 30. November 1968, woraufhin Saitō Noboru seine Nachfolge antrat. Anschließend hatte er zwischen 1968 und 1970 erneut die Funktion als Vorsitzender des Politischen Komitees der LDP im Unterhaus inne.
Innerhalb der LDP war Sonoda ein Gegner der von Nakasone Yasuhiro geführten Seisaku Kagaku Kenkyūjo-Faktion und bildete stattdessen mit der Shūnjūkai eine eigene Faktion. Nachdem er in dieser Funktion nachdrücklich dazu beitrug, dass Fukuda Takeo als Nachfolger von Miki Takeo am 23. Dezember 1976 in Absprache ohne Gegenkandidaten neuer LDP-Vorsitzender und am 24. Dezember 1976 auch neuer Premierminister Japans wurde, wurde er von diesem am 24. November 1976 in dessen Kabinett zum Chefkabinettssekretär (Naikaku Kambō Chōkan) und damit zum Leiter des Kabinettssekretariats (Naikaku kambō) berufen.

### Außenminister und Friedensvertrag mit der Volksrepublik China

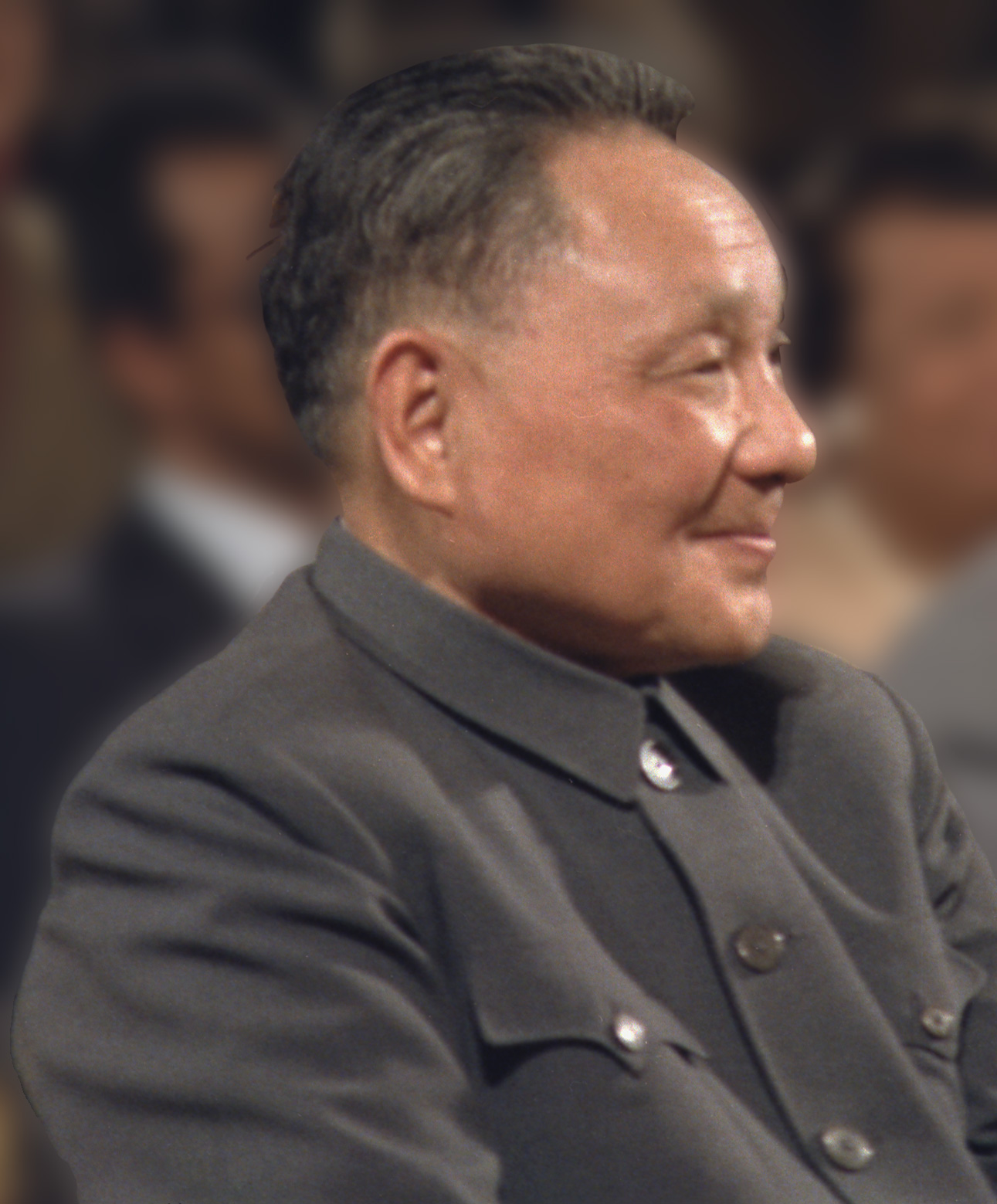
Mit Deng Xiaoping unterzeichnete Sonoda Surao am 12. August 1978 den Friedensvertrag zwischen Japan und der Volksrepublik China

Im Rahmen einer Kabinettsumbildung übernahm er am 28. November 1977 den Posten als Außenminister  (Gaimu Daijin). Er war der Ansicht, dass die Selbstverteidigungsstreitkräfte (Jieitai) nur leicht bewaffnet sein sollten und suchte des Weiteren eine Annäherung an die Volksrepublik China. Er trug als solcher durch den Abschluss eines von ihm mit Deng Xiaoping ausgehandelten Friedensvertrages zwischen Japan und der Volksrepublik China am 12. August 1978 maßgeblich zu einer Normalisierung der diplomatischen Beziehungen beider Länder bei.
Während dieser Zeit trat Sonoda Sunao der von Ōhira Masayoshi geführten Kōchikai bei, der ältesten und größten Faktion innerhalb der LDP. Nachdem dieser Nachfolger von Takeo Fukuda als LDP-Vorsitzender und Premierminister geworden war, bekleidete er vom 7. Dezember 1978 bis zum 9. November 1979 in dessen erstem Kabinett weiterhin das Amt des Außenministers. Aufgrund seiner zahlreichen Auslandsreisen wurde er der „fliegende Außenminister“ genannt und stattete in dieser Zeit im Juli 1979 den fünf afrikanischen Staaten Tansania, Nigeria, Kenia, Elfenbeinküste und Senegal einen Besuch ab. Im August 1979 bereiste er auch Südamerika.
Am 17. Juli 1980 wurde er im Kabinett Suzuki abermals Gesundheits- und Sozialminister. Nachdem Itō Masayoshi am 18. Mai 1981 überraschenderweise zurückgetreten war, berief Premierminister Suzuki Zenkō ihn erneut zum Außenminister und Murayama Tatsuo zu seinem eigenen Nachfolger als Gesundheits- und Sozialminister. Anders als seine beiden Vorgänger Ōkita Saburō und Itō Masayoshi trat er für eine in alle Richtungen abzielende Außenpolitik ein und ließ unter anderem Einreisevisa für sowjetische Handels- und Wirtschaftsdelegationen ausstellen. Dies sowie seine kritischen Bemerkungen und Äußerungen zu den japanisch-US-amerikanischen sowie den japanisch-südkoreanischen Beziehungen trugen letztlich dazu bei, dass er im Rahmen einer Umbildung des Kabinetts Suzuki am 30. November 1981 als Außenminister von Sakurauchi Yoshio abgelöst wurde.
Sonoda verstarb am 2. April 1984 an den Folgen eines Nierenversagen im Krankenhaus der elitären Keiō-Universität zu Tokio. Aus seiner Ehe mit Sonoda Tenkōkō, eine der ersten weiblichen Abgeordneten des Unterhauses, ging der Politiker Sonoda Hiroyuki hervor, der ebenfalls Mitglied des Unterhauses ist und zeitweise stellvertretender Chefkabinettssekretär war.

## Hintergrundliteratur
- Hugo Dobson: Japan and the G7/8: 1975–2002, Routledge, 2004, ISBN 1-1343-5556-4
- Y. Kuroda: The Core of Japanese Democracy: Latent Interparty Politics, S. 101 u. a., Springer, 2005, ISBN 1-4039-7834-4
- Chiyoda-ku, Leslie Connors, Nakasone Yasuhiro: The Making of the New Japan: Reclaiming the Political Mainstream, S. 68 u. a., Routledge, 2012, ISBN 1-1361-1642-7
- Robert Hoppens: The China Problem in Postwar Japan: Japanese National Identity and Sino-Japanese Relations, S. 175 u. a., Bloomsbury Publishing, 2015, ISBN 1-4725-7547-4